# Музей-садиба М. Коцюбинського
Музе́й-сади́ба М. Коцюби́нського — комплексна пам'ятка природи місцевого значення в Україні. Об'єкт природно-заповідного фонду Вінницької області. 
Розташована в межах міста Вінниця, на вулиці І. Бевза, 15. 
Площа 0,5 га. Статус надано 1997 року. Перебуває у віданні: Музей Коцюбинського, Міське управління культури. 
Статус надано з метою збереження цінних деревних і кущових насаджень, що зростають на території Вінницького літературно-меморіального музею М. М. Коцюбинського. Збереглися старі дерева, посаджені родиною М. Коцюбинського, серед яких липа, віком бл. 250 років, а також яблуні, груші. Зростають дерева і кущі, посаджені працівниками музею, зокрема: калина, агава, магнолія, тамариск тощо. 
До уваги відвідувачів! У зв’язку з проведенням реекспозиції музейних комплексів в меморіальній будівлі закладу екскурсійні послуги надаються в обмеженому форматі. 